# Educación en la Unión Soviética
La educación en la Unión soviética estuvo dirigida por un gobierno altamente centralizado. Garantizaba un acceso total a la educación primaria y media para todos los ciudadanos y en muchos también garantizaba (y en muchos casos era obligatorio [raspredeléniye, "asignación"]) empleos después de terminar de estudiar para los alumnos de instituciones de educación superior y técnica.
La Unión Soviética reconoció que la fundación de su sistema dependía de una dedicación total de las personas al estado soviético a través de la educación en ámbitos tan vastos como la ingeniería, las ciencias naturales, las ciencias de vida y las ciencias sociales, junto con la educación básica.  Con la toma de poder de Lenin en 1917, la ideología soviética empezó a introducirse en todo el sistema educativo. Mientras la educación en la Unión Soviética normalmente varió durante el curso de su historia debido a diversos cambios ideológicos, también, las variaciones como era la educación dependían de dónde se encontraba una persona. A menudo la postura oficial sobre la educación y sobre sus instituciones difirieron significativamente de lo que había ocurrido, debido a lo que era viable.

## Historia

### General
La educación soviética entre los años 1930 y los años 1950 era inflexible y sorprendente. La investigación y la educación en todos los temas, pero muy especialmente en las ciencias sociales, fue dominada por la ideología marxista-leninista y supervisadas por el Partido Comunista. Tal dominación fue la causa de la abolición de disciplinas académicas enteras como la genética y cibernética. En aquel periodo, los estudiantes eran purgados si tenían un origen burgués o no compartían la ideología marxista. La mayoría de las ramas científicas abolidas fueron rehabilitadas más tarde en la historia soviética, entre los años 1960 y los años 1990 (por ejemplo, la genética fue restablecida en octubre de 1964), a pesar de que muchos estudiantes que fueron purgados solo fueron rehabilitados en la era postsovietica. Además, muchos libros - como algunos de historia  - estaban repletos de ideología y de propaganda, e información inexacta (véase historiografía soviética).  La presión ideológica sobre el sistema educativo continuó, pero en la década de los ochenta, el gobierno tuvo políticas más abiertas e influyó en cambios que hicieron el sistema más flexible. Poco antes del colapso de la Unión Soviética, las escuelas todavía tenían que impartir asignaturas relacionadas con la ideología soviética.
Otro aspecto de la inflexibilidad del sistema era el alto índice de alumnos que repetían el año escolar. A principios de los cincuenta, normalmente del 8 al 10% de los alumnos de primaria se retrasaron un año respecto a su escolaridad.  Esto era en parte atribuible al estilo pedagógico de los profesores, y en parte al hecho que muchos de estos niños tuvieron discapacidades que retrasaban su rendimiento.  A finales de los cincuenta, el Ministerio de Educación empezó a promover la creación de una variedad de escuelas especiales (o "escuelas auxiliares") para niños con discapacidades físicas o mentales  Una vez aquellos niños fueron sacados de las escuelas principales (generales), y una vez que los profesores comenzaron a ser responsables del número de alumnos que hacían repetir, los índices cayeron bruscamente. Hacia la mitad de los 60, el hecho de repetir se volvió raro, los índices en las escuelas primarias generales declinaron hasta aproximadamente el 2%, y a finales de los setenta a menos del 1%.
El número de escolares matriculados en las escuelas especiales se multiplicó por cinco entre 1960 y 1980. Aun así, la disponibilidad de tales escuelas especiales variaba mucho de una república a otra. En una base per cápita, tales escuelas especiales eran muy disponibles en las repúblicas bálticas, y muy poco disponibles en las de la región de Asia Central . Esta diferencia probablemente tuvo más que ver con la disponibilidad de recursos que con la relativa necesidad de estos servicios.

### Guerra civil y laNueva Política Económica(1918-1927)
Un año después de la revolución bolchevique las escuelas pertenecientes al Comisariado del Pueblo para la Educación únicamente dirigieron su atención hacia la introducción de propaganda política y la prohibición de la enseñanza religiosa en las escuelas. Hacia el otoño de 1918, se introdujo el Estatuto del Uniforme de Labor Escolar. El primero de octubre de 1918, todos los tipos de escuela quedaron bajo el poder del Comisariado Popular para la Educación. Fueron divididas en dos estándares: Uno para los niños de 8 a 13 años y la segunda para niños de 14 a 17 años. Durante el octavo Congreso del Partido Comunista, la creación de un nuevo sistema socialista educativo se dijo que fue propuesto como el mayor objetivo del gobierno soviético.
La destrucción de la economía durante la Guerra Civil Rusa y el sistema económico del comunismo de guerra condujo a una fuerte caída del número de escuelas y de estudiantes matriculados. Mientras que en 1914 91 % de los niños estaban matriculados, en 1918 cayo al 62 %, en 1919 al 49% y en 1920 al 24.9 %. Como resultado el analfabetismo creció rápidamente. Sin embargo, Fernand Braudel en Las Civilizaciones Actuales (p. 482, Madrid: Editorial Tecnos, 1969) se plantea que para 1918, año en que Rusia se retira de la Primera Guerra Mundial, el 75% de la población era analfabeta. Según datos oficiales zaristas rusos, en 1914 sólo el 40% de la población rusa se encontraba alfabetizada. Sin embargo, Viacheslav Yeliutin, Ministro de enseñanza secundaria técnica de la URSS, plantea que en 1917 un 80% de la población rusa era analfabeta, siendo más álgido en las mujeres con un 88% cuestionando así los datos oficiales. En regiones no rusas de lo que sería la URSS el analfabetismo era aún más impactante.  
De acuerdo con el decreto del 26 de diciembre de 1919 del Consejo de comisarios del pueblo firmado por su líder, Lenin, fue introducida la nueva política del Likbez (liquidación del analfabetismo). El nuevo sistema de instrucción obligatoria fue introducido para los niños. Millones de adultos analfabetos de todo el país, incluyendo a los residentes de pequeñas ciudades y pueblos, fueron matriculados en escuelas de alfabetización. Los miembros del Komsomol y de los jóvenes pioneros fueron organizados en destacamentos que jugaron un papel importante en la educación de los analfabetos en los pueblos. La fase más activa del likbez duro hasta 1939. En 1926, la tasa de alfabetización era del 56.6 % de la población. En 1937, de acuerdo con el censo, la tasa de alfabetización era del 86 % para los hombres y del 65 % para las mujeres, haciendo que la tasa de alfabetización total fuese del 75 %.
Un importante aspecto de la fase temprana de la campaña de alfabetización fue la política de "indigenización" (Korenización). Esta política, que duró esencialmente desde la mitad de los años 1920 hasta finales de los 30, promovió el desarrollo y el uso de idiomas de las minorías étnicas en el gobierno, los medios de comunicación y la educación. Esta política estaba destinada a contrarrestar las prácticas históricas de rusificación. También tenía otro objetivo importante el cual era garantizar la educación en las lenguas maternas como un método para aumentar el nivel educativo de las generaciones futuras. Una gran red de las llamadas "escuelas nacionales" fue establecida en la década de los treinta, y su red continuó creciendo durante toda la época soviética. La política lingüística tuvo varios cambios a lo largo del tiempo, marcada en primer lugar por la orden del gobierno en 1938 de establecer la enseñanza obligatoria del ruso en todas las escuelas no rusas y a finales de los cincuenta se estableció una creciente conversión de las escuelas no rusas a escuelas rusas como un medio de instrucción. Aun así actualmente hay un importante legado de las lenguas nativas y de las políticas de educación bilingües y del fomento a la alfabetización en un importante número de idiomas nativos de la URSS, acompañado de un extendido y rampante bilingüismo en el que se decía que el ruso era "el lenguaje de comunicación internacional."
En 1923, el currículo escolar cambio radicalmente. Las materias independientes, como la escritura, lectura, aritmética, la lengua materna, lenguas extranjeras, historia, geografía, literatura o ciencia fueron abolidas. Los programas escolares fueron divididos en "temas complejos", como "La vida y el trabajo en la familia, en la ciudad y en el pueblo. Para el primer año u "organización científica del trabajo" en el séptimo año de educación. Todos los estudiantes tuvieron que tomar las mismas clases estandarizadas. Esto continuó hasta los años setenta cuando los más viejos estudiantes pudieron tener tiempo como para elegir cursos lectivos además de los estándares.
Las metas de la educación durante estos años fueron las de crear "pequeños camaradas", promoviendo el colectivismo, introduciendo el trabajo y reduciendo la influencia de la familia en la educación del niño. Los teóricos educacionales jugaron en esta época un rol fundamental en los métodos que fueron implementados durante esta época. Anatoli Lunacharski creía que las escuelas solo debían enseñar cosas que fuesen prácticas y fue un gran impulsor de las escuelas vocacionales. El también habló de la diferencia entre individualismo e individualidad, donde el individualismo es malo porque solo lleva al interés propio y la individualidad es buena porque permite descubrir la propia personalidad. Él también creía que las escuelas no debían tener grados porque los grados crean una jerarquía entre estudiantes, lo que los impedía para poder trabajar colectivamente. Nadezhda Krúpskaya creía en el poder de la libertad de elección. Ella teorizó que dándoles la correcta educación, los niños se motivarían a sí mismos para ser productivos y actuarían en la manera en la que la ideología soviética dictaba que deberían. Alrededor de estas líneas de opinión estaba aquella de la educación libre, que fue teorizada por Konstantín Venttsel. La educación gratuita dictaba que los profesores guiarían a los alumnos en la dirección correcta, actuando como "madres racionales", aunque sin embargo, lo que dictó el aprendizaje fueron los impulsos creativos e instintos de los niños que serían utilizados para la creación de una comunidad de iguales. Sin embargo, en la libre enseñanza, cada niño es el encargado de crear su propia educación, haciendo de la educación de cada niño única y especializada.
Estas teorías influenciaron las estructuras y métodos de las escuelas que existieron. La jornada escolar fue compuesta con la intención de incorporar trabajo, juego y aprendizaje con especial énfasis en el trabajo. la naturaleza y la sociedad. Algunas actividades incluían leer cuentos de hadas, hacer juguetes, recoger bayas, jugar con bloques, salir a caminar a la naturaleza y visitar fábricas. Tampoco había separación de niños por edad, lo que planteaba un interesante desafío, del que muchos estaban preocupados, especialmente Krúpskaya, a causa de las diferentes etapas de desarrollo de los niños. Esta fue una importante razón para que la educación gratuita fuese un importante método, permitiendo a cada niño de desarrollarse a su propio ritmo y de tener sus propias iniciativas.
Si bien estos métodos, estructuras y currículos parecían cosas grandiosas para implementarse en las escuelas, su contexto histórico puso trabas a su implantación. La Guerra Civil Rusa junto con su subsecuente hambruna, la falta de vivienda y el comunismo de guerra (que consistía en nacionalizaciones, una economía centralizada, racionamiento, labores forzosas y la requisición de la comida). Los principales obstáculos para implementar el sistema educativo que el pueblo deseaba fueron la hambruna, la falta de vivienda y la escasez de recursos. Durante el periodo comprendido entre 1918 y 1930, hubo muchos niños sin hogar (llamados besprizórniki). Sin embargo, en el pico de la hambruna, de la falta de vivienda y de la criminalidad infantil tuvo lugar entre 1921 y 1922. Muchos niños quedaron huérfanos a causa de que sus padres murieron en la guerra civil y/o que sus padres no eran capaces de ayudarlos. Estos niños a menudo vivían en la calle y, muy a menudo, tenían que recurrir a la astucia y el crimen para sobrevivir. Ellos representaban una amenaza para el sistema educativo, porque no estaban dentro de él. Aunque se creó infraestructura para filtrar estos niños en el sistema educativo, la infraestructura no podía manejar la afluencia de niños sin hogar y muchos niños no recibieron la educación adecuada. Lo que significó la falta de recursos fue que una pequeña población de estos niños terminó en buenos orfanatos y escuelas que, básicamente eran escuelas experimentales, por lo que la mayoría terminó en instituciones caóticas con pocos recursos o en la calle.
Numerosos institutos militares y de milítsiya (policía) (высшее училище/школа, výshee uchílische/shkola en ruso estaban en el mismo nivel superior. Hay que tener en cuenta que los institutos militares y de milítsiyaeran llamados "academias" (Академия, Akadémiya en ruso y no eran una escuela de grados (como las academias militares occidentales como West Point) si no más una educación de posgrado para oficiales experimentados. Tales institutos eran obligatorios para los oficiales que deseaban aplicar al rango de coronel
La educación superior del KGB se realizaba en las llamadas "escuelas" (como "Escuela Superior del KGB) o "institutos" (como "Instituto de la Bandera Roja del KGB" - formando específicamente a los oficiales de inteligencia).
La educación superior de los miembros del Partido comunista fue llamada "Escuela Superior del Partido" (Высшая партийная школа, Výsshaya partíynaya shkola en ruso).
El espíritu y la estructura de la educación soviética fue en gran medida heredada por muchos estados postsoviéticos a pesar de los cambios formales y las transiciones sociales.
El 30 de diciembre de 1977 se estableció el título honorífico de "Maestro del Pueblo de la URSS". Para aumentar la autoridad de los maestros de escuela, el Ministerio de educación introdujo las insignias "maestro Mayor" ("Старший учитель") y "maestro Metodista" ("Учитель-методист"). Estos premios fueron para los mejores maestros. La entrega de estos premios fue en agosto, previo al Inicio del próximo curso escolar. Los maestros con tales premios recibieron salarios aumentados

## Clasificación y términos
El sistema educativo soviético estaba dividido en tres niveles. Los nombres de estos niveles eran utilizados para medir el nivel educativo de personas de escuelas particulares, a pesar de las diferencias en la terminología usadas para cada profesión o escuela. Las militares, las de Milítsiya, del KGB y del Partido Comunista de la Unión Soviética también fueron medidas de acuerdo a estas clasificaciones. Esto distinguió al sistema soviético del del resto del mundo, donde los niveles podían diferir a pesar de sus nombres similares.
Las escuelas primarias fueron llamadas el nivel del "comienzo" (начальное, nachálnoye en ruso), 4 y después 3 niveles. Las escuelas secundarias eran de 7 y más tardíamente de 8 niveles (requería el completar la escuela primaria) y fue llamada "educación secundaria incompleta (неполное среднее образование, nepólnoye srédneye obrazavániye en ruso). Estos niveles eran obligatorios para todos los niños (1958-1963) y opcional para los adultos con una educación más baja de lo normal (los cuales podían estudiar en las llamadas escuelas nocturnas). Desde 1981, los niveles "educación secundaria completa" (10, o en algunas repúblicas, 11 años) fueron obligatorios. 10 clases (11 clases en las repúblicas bálticas) de una escuela ordinaria se llamó "educación secundaría" (literalmente "educación media" среднее образование en ruso).
Las PTUs, téjnikums y algunas instalaciones militares formaron un sistema llamado "educación secundaria especializada" (среднее специальное, srédneye spetsiálnoye en ruso). Las PTU´s eran escuelas vocacionales que entrenaban a los alumnos en una amplia gama de profesiones las cuales iban desde mecánico hasta peluquero. Completar un PTU después de la educación primaria no proveía de un diploma secundario completo o de un camino hacia ese diploma. Sin embargo, se podía entrar a un téjnikum u otras escuelas secundarias especializadas después de 8 o 10 clases de educación primaria y secundaria combinadas. La graduación de este nivel eran requeridas para los puestos de obreros cualificados, técnicos y burócratas.
La educación superior ( высшее, výssheye en ruso) incluía instituciones de grado universitario: universidades, "institutos" y academias militares, "instituto" en el sentido de una escuela se refiere a una "microuniversidad" (más técnica), usualmente subordinada al ministerio que tenía que ver con el tema estudiado. La red más grande de institutos eran de medicina, pedagogía (para la formación de maestros), construcción y sobre diversos medios de transporte (automóviles y vías de automoción, ferrocarril, aviación civil, etc.). Algunos institutos estaban presentes en la capital de cada óblast mientras que otros estaban situados únicamente en las grandes ciudades (como el Instituto de Literatura Maksim Gorki y el Instituto de Física y Tecnología de Moscú). Coloquialmente se refería a estas universidades e institutos con el acrónimo "VUZ" (ВУЗ – высшее учебное заведение, institución de educación superior en ruso)
Los estudiantes que deseaban entrar a un VUZ tenían que estar graduados de una escuela secundaria general (10 o 11 años de estudio), una escuela secundaria especializada o un téjnikum. Los que solo completaban una escuela vocacional (PTU) o "educación secundaria incompleta" no obtenían el certificado de haber terminado la educación secundaria completa (les faltaba un аттестат зрелости – certificado de madurez (del alemán Reifezeugnis) – o un diploma equivalente de una escuela secundaria especializada y, por lo tanto, no eran elegibles para asistir a un VUZ.